# 洪仁玕
洪 仁玕（こう じんかん、1822年 - 1864年11月23日）は、清末に発生した太平天国の乱の指導者の一人。広東省広州府花県官禄布村の出身。最高指導者洪秀全の族弟。干王に封ぜられた。
太平天国の前身である拝上帝会のメンバーではあったが、決起そのものには消極的であった。洪秀全が金田蜂起を起こすと、合流を試みるが失敗し、香港のスウェーデン人宣教師テオドール・ハンバーグの下に身を寄せ、1853年に洗礼を受けた。洪秀全が南京を攻め落として「天京」と改名すると、上海に赴くが天京に行くことができず、香港に引き返した。ハンバーグの死後は、ロンドン伝道会で語学や天文学などを学び、伝道会のアシスタントをする一方、医者や教師としても活動していたらしい。太平天国が一息をついた1859年、宣教師の人脈を利用して天京に到着した。幹部間の内紛に苦しんでいた洪秀全は驚喜した。早速洪仁玕を開朝精忠軍師頂天扶朝綱干王（略して「干王」）に任じ、内政を掌握せしめた。
香港での生活は、洪仁玕に西欧文明に触れさせ、太平天国の首脳や当時の儒家知識人とも違う思考をさせるきっかけとなった。すなわち彼は太平天国において西欧を模範とした制度改革を図ったのである。その内容は『資政新編』に詳しい。まず内政においては、鉄道・汽船といった交通網の整備や鉱山の開発といったインフラ整備、新聞の発行や福祉の充実、科挙改革を提言し、将来的にはアメリカを範にした政治システムの導入を主張した。外政的には、西欧を対等のものとして扱い、通商関係を築くことや宣教師活動の許可を主張している。更に『英傑帰真』の中では儒教や仏教・道教を批判して口語文の導入の必要性すら唱えられた。その先進性はこの提言が明治維新のおよそ8年前であることを想起するだけで明らかであろう。
しかしこうした改革提言は実を結ばなかった。洪仁玕のいうことに洪秀全は妥当という評価を与えていたようだが、その他の首脳たちにとって洪仁玕のいうことはあまりに彼らの常識や経験則から離れた事柄であって、有り体に言えば理解不能であったのである。特に洪仁玕が清朝と外国列強が手を結んだ場合に太平天国が重大な危機に晒されると主張して先んじて列強との提携を唱えたことに対しては、それまでの最高幹部であり対外強硬論者であった李秀成とは激しく対立する原因となった。
太平天国崩壊後、李秀成とともに洪秀全の子の洪天貴福を伴って天京を脱出して石城県に逃れたが、間もなく捕らえられて南昌で処刑された。
皮肉にも『資政新編』の内容は、太平天国を滅ぼした曽国藩の幕僚であった趙烈文に高く評価され、曽国藩や李鴻章による「洋務運動」として現実のものとなる。そして、『英傑帰真』の内容もまた辛亥革命後に行われる事になった。